# Битва за остров Рамри
Битва за остров Рамри или Операция «Матадор» (англ. Operation Matador) — сражение в ходе Бирманской кампании Второй мировой войны, происходившее в течение шести недель в период с 14 января по 22 февраля 1945 года между британскими (25-й индийский корпус) и японскими (121-й пехотный полк 54-й дивизии) войсками на острове Рамри (в современном написании Янбье), расположенном у побережья Бирмы в 110 км к югу от города Акьяб (ныне Ситуэ), который был захвачен японской армией в начале 1942 года, наряду с остальной частью южной Бирмы. 
В январе 1945 года союзники начали наступление, чтобы отвоевать Рамри и соседний остров Чедуба и создать там военно-воздушные базы на островах для связи с материком.
Победа, одержанная британцами над осаждёнными на острове японцами, не имела большого стратегического значения, но вошла в историю из-за массового нападения печально известных гребнистых крокодилов на пробирающихся через болото японских солдат. Британский солдат и натуралист Брюс Стэнли Райт, участвовавший в битве, сообщал, что из более чем тысячи японских солдат, которые были на острове, британцы пленили только 20, находившихся в шоковом состоянии. Со слов Райта, 1215 человек были заживо разорваны крокодилами при попытке пройти через болота острова. После этой битвы крокодилов в шутку причислили к «союзникам».

## Ход боёв

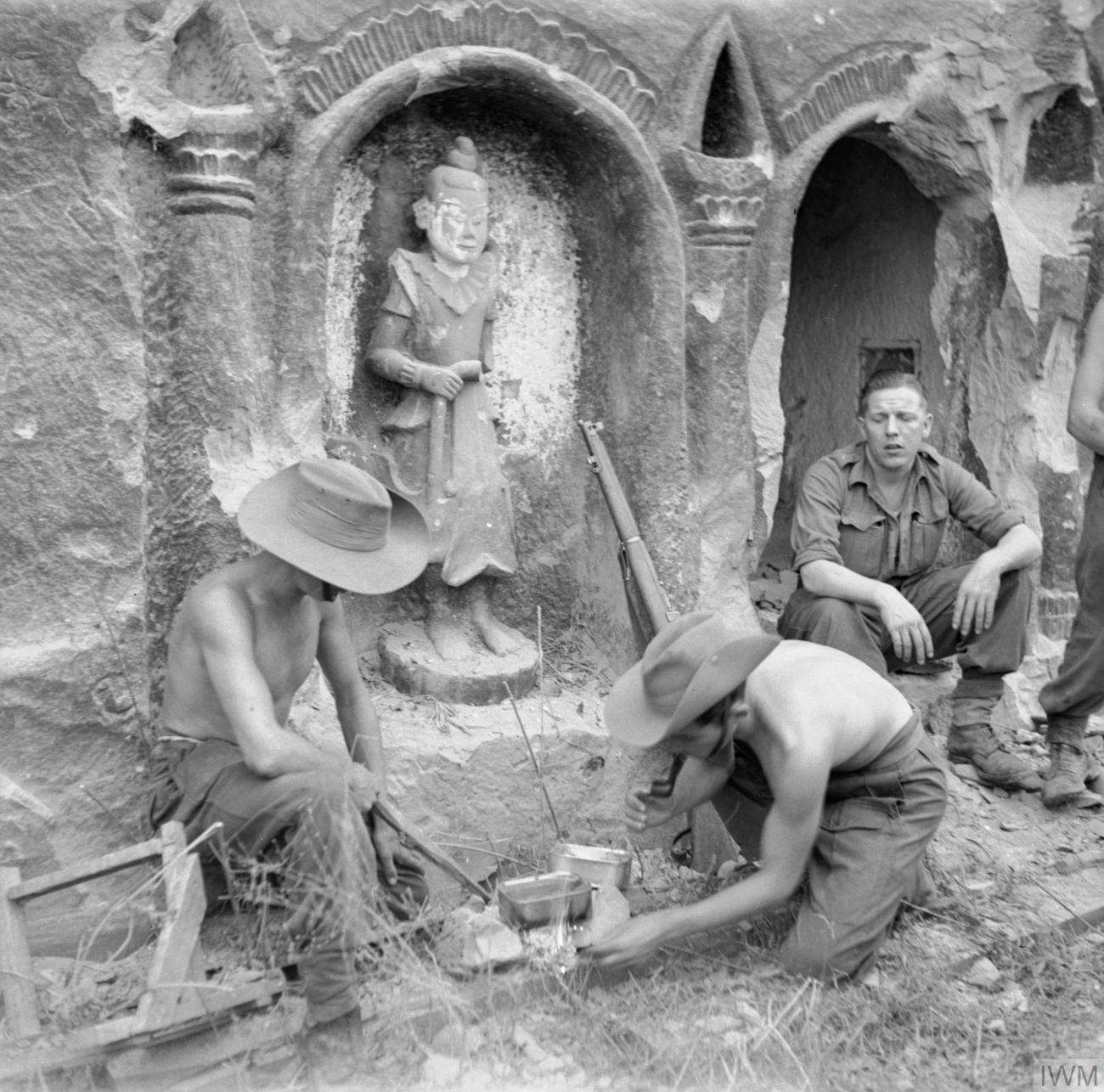
Солдаты 26-й индийской пехотной дивизии готовят еду возле храма на острове Рамри

Захват Акьяба начала 29-я индийская пехотная дивизия, высадившаяся на остров Рамри в месте, хорошо подходящем для создания аэродромов. План был готов ко 2 января, когда стало ясно, что наступление четырнадцатой армии скоро потребует создание новых авиабаз, в том числе на о. Рамри. 14 января 26-й индийской дивизии было приказано атаковать, в то время как 21 января отряд Royal Marine из 3 Commando Brigade заняли остров Чедуба.
Японский гарнизон острова Рамри состоял из II батальона, 121-го пехотного полка (полковник Канити Нагасава), части 54-й дивизии, артиллерии и инженерных подразделений, выступающих в качестве самостоятельной силы.
Битва началась с операции «Матадор», десантной операции с целью захватить стратегически важный порт на северной части острова Рамри и аэродром неподалёку от него. Разведка, осуществлённая 14 января 1945 года, обнаружила, что японские силы разместили артиллерию в пещерах, ведущих на взлётно-посадочные пляжи острова. Поэтому несколько кораблей было назначено для того, чтобы обеспечивать огневую поддержкy наземным силам. 21 января за час до того, как отправленная в качестве подкрепления 71-я индийская пехотная бригада должна была приземлиться, начался обстрел пляжа. Штурмовые отряды слегка задерживались, но вступили в бой уже во второй половине дня. На следующий день было обеспечено продвижение вперёд.
26 января начался захват острова Чедуба примерно в 10 километрах от Северо-западного побережья о. Рамри. На о. Рамри японский гарнизон, тем временем, всё ещё оказывал сопротивление. Но 1 февраля при подходе британских войск более тысячи защитников — диверсионный корпус, считающийся непревзойдённым для отражения атак мобильной пехоты, оставил крепость и двинулся, чтобы обеспечить поддержку более крупному батальону японских солдат на острове. После нескольких дней пути маршрут предстоял через 16 километров мангрового болота, и пока они двигались через него, англичане уже окружили область. Обмундирование и вооружение британских солдат не было предназначено для прохождения болот, в отличие от японских, которые были оснащены специальными костюмами и приличным арсеналом холодного оружия, и поэтому в этом случае вооружённых столкновений не произошло. Несмотря на это, японские солдаты очень быстро начали нести потери из-за тропических болезней, москитов, скорпионов, змей и особенно гребнистых крокодилов, населяющих мангровые заросли.
7 февраля 71-я бригада при поддержке танков достигла города на о. Рамри и встретила определённое японское сопротивление. Японский воздушный налёт 11 февраля серьёзно повредил некоторые британские суда, устроившие блокаду острова. Сопротивление японских войск на острове прекратилось 17 февраля, но блокада острова продолжалась вплоть до 22 февраля — было потоплено множество спасательных судов и убито множество японских солдат, прячущихся в мангровых болотах; примерно 500 военнослужащим удалось убежать.

## Нападение крокодилов
Английские солдаты, в том числе натуралист Брюс Стэнли Райт, что участвовал в сражении, утверждали, что большое количество гребнистых крокодилов, живущих в мангровых болотах острова Рамри, атаковало переходящих через болото японских солдат. Несмотря на наличие оружия, японские солдаты не могли противопоставить что-то существенное рептилиям, которые неожиданно нападали из воды. Британские разведчики отмечали в докладах о возникшей панике в рядах противника, беспорядочной ружейной стрельбе. Райт описал этот случай в Wildlife Sketches Near and Far (1962):

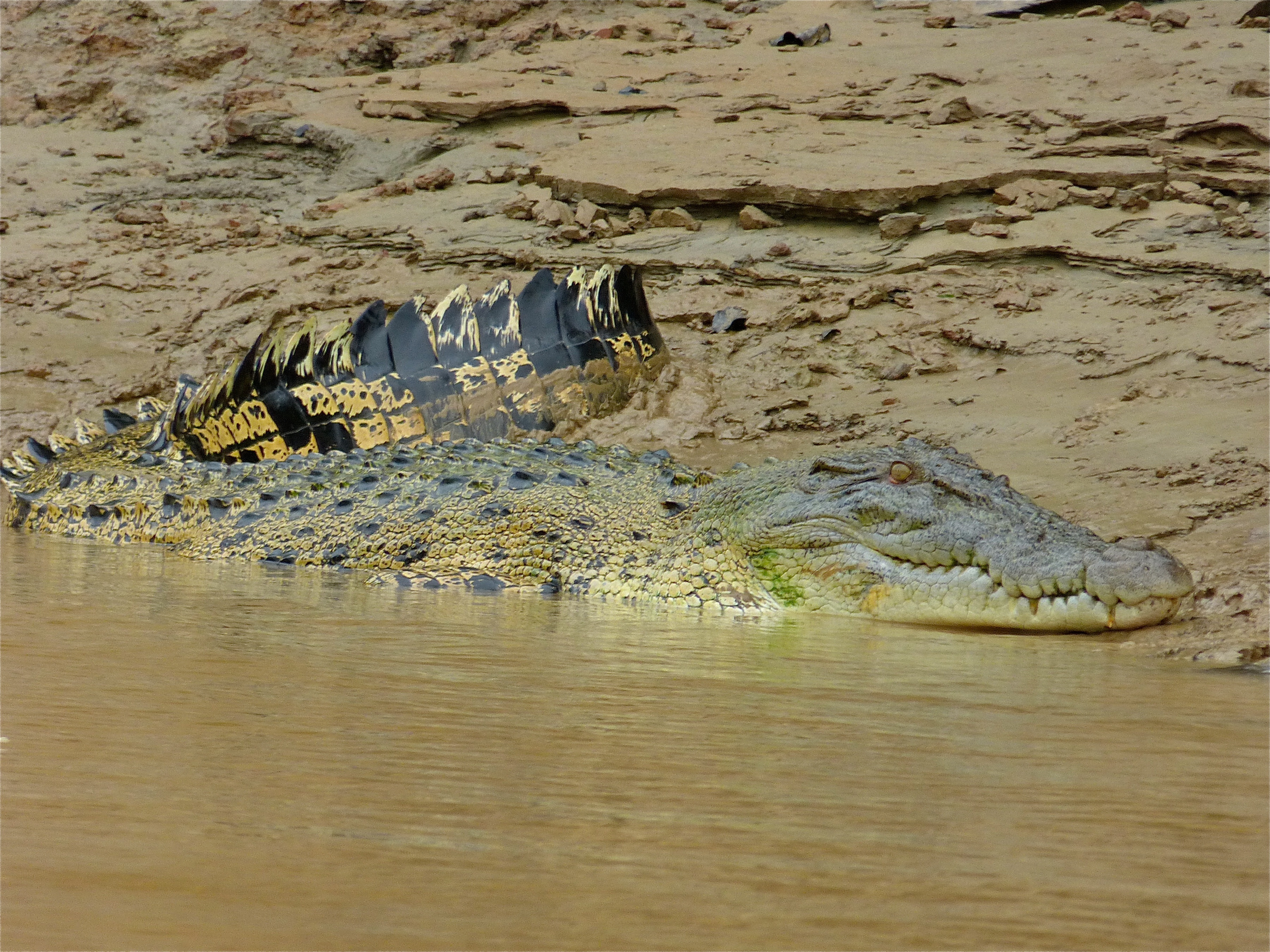
Гребнистый крокодил.

В ту ночь на 19 февраля 1945 года произошло самое ужасное, что любой из бойцов когда-либо мог испытать. Рассеянные выстрелы винтовок звучали в кромешной тьме болот, но их глушили крики японцев, раздавленных челюстями огромных рептилий, и странные тревожные звуки крутящихся крокодилов составляли какофонию ада, которую вряд ли где-то ещё можно было услышать на Земле. На рассвете стервятники прилетели, чтобы подчистить то, что оставили крокодилы… Из тысячи японских солдат, которые вошли в болота острова Рамри, всего лишь около двадцати осталось живыми.
В Книге рекордов Гиннесса эта атака крокодилов признана «худшим бедствием, связанным с крокодилами во всём мире» и «наибольшим количеством людей, погибших от атаки крокодилов». Сама по себе достоверность этого факта не вызывает сомнений у большинства историков, она также подтверждается словами выживших и наблюдавших со стороны английских солдат, но касательно сопутствующих описаний, к примеру — причастности к этому случаю «тысяч крокодилов», вполне допускаются некоторые нюансы.

Так, Фрэнсис Джеймс Маклин написал:
Скорее всего здесь есть одна зоологическая проблема. Если эти самые тысячи крокодилов были вовлечены в резню, как в каком-то городском мифе, каким образом эти свирепые монстры выживали здесь раньше, и как они выживут после этого нападения? Экосистема мангровых болот, скудная крупными млекопитающими, просто не позволила бы существовать такому количеству огромных ящеров до прихода японцев (животные — не исключение из законов перенаселения и голода).